# Tartessos
Cet article possède des paronymes, voir Tortose et Tartous.
Pour les articles homonymes, voir Tartessos (homonymie).

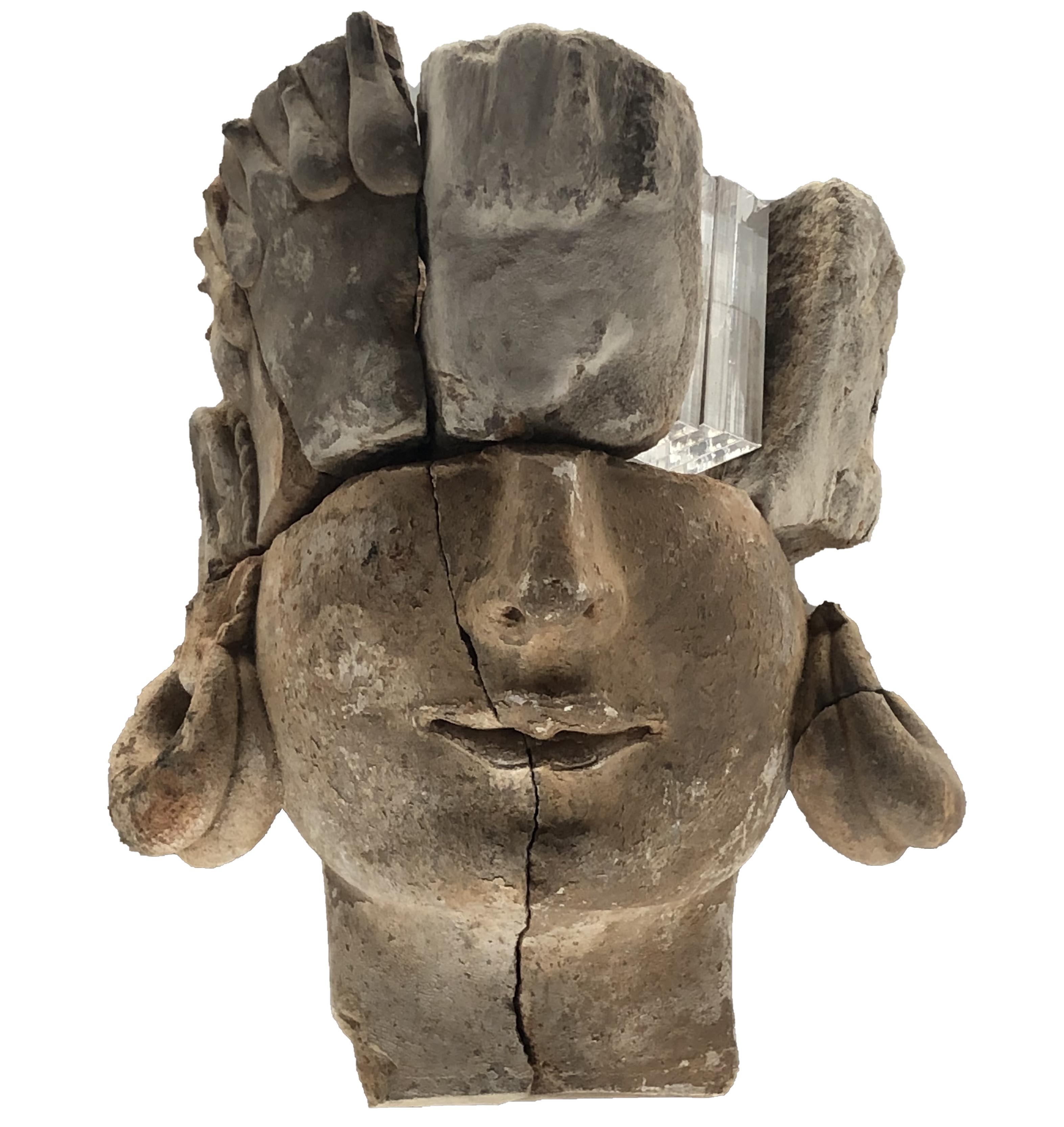
Un des cinq visages du Turuñuelo.

Tartessos est une civilisation antique qui s'est développée au Ier millénaire av. J.-C. dans l'ouest de l'Andalousie moderne, et s'est étendue à tout le quart sud de la péninsule Ibérique, sur une aire englobant l'Algarve, la région de Lisbonne et l'Estrémadure au Portugal. D'un point de vue archéologique, la culture tartessienne présente un mélange d'éléments phéniciens et indigènes ainsi que son propre système d'écriture utilisé pour écrire le tartessien, ou sud-lusitanien.
Le nom de Tartessos (en grec ancien Ταρτησσός) est tiré des sources grecques du Ier millénaire av. J.-C. où il désigne une ville portuaire semi-mythique, ainsi que le fleuve à l'embouchure duquel elle se trouve. Ce fleuve a été identifié au Guadalquivir ou au Río Tinto, cette dernière interprétation permettant de situer Tartessos à l'emplacement de l'actuelle Huelva où a été découverte une nécropole. Le lien entre le Tartessos des textes grecs et les sites archéologiques de la région reste incertain.

## Description selon les sources anciennes

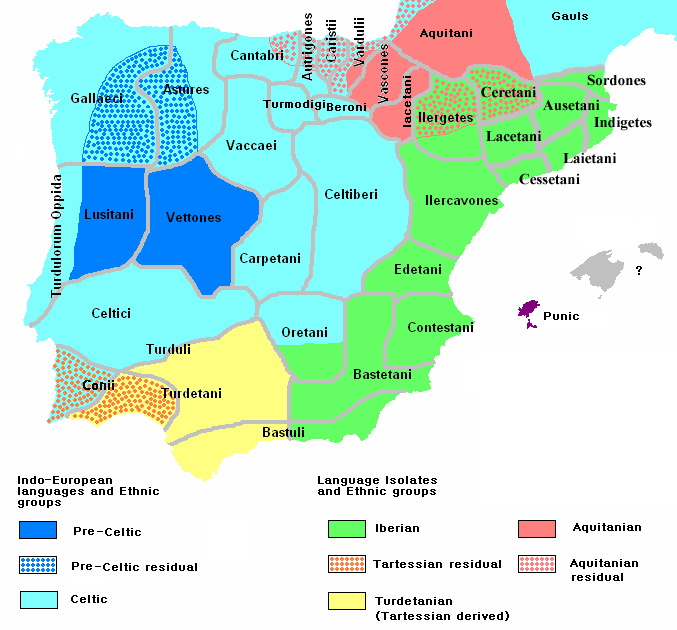
Carte ethnographique et linguistique de la péninsule Ibérique vers 200 av. J.-C.

### Sources grecques
Selon Pausanias le Périégète (115-180 de notre ère) :
« Ils disent que Tartessos est un fleuve en terre ibérique qui se jette dans la mer par deux bouches et qu’entre ces deux bouches se trouve une ville du même nom. Le fleuve, qui est le plus grand d’Ibérie, et connaît la marée, est appelé plus récemment Baetis, et que d’aucuns pensent que Tartessos fut l’ancien nom de Carpia, une ville des Ibères. »
— Pausanias le Périégète
Il reprend, en les abrégeant, les informations données par Strabon (né vers 60 av. J.-C. - 20 ap. J.-C) dans sa Géographie :
« Anciennement, à ce qu'il semble, on désignait le Baetis sous le nom de Tartessos, et Gadira (l'actuelle Cadix), avec le groupe d'îles qui l'avoisinent, sous le nom d'Erythea, et on explique ainsi comment Stésichore, en parlant du pasteur Géryon, a pu dire qu'il était né « presque en face de l'illustre Erythie, non loin des sources profondes du Tartesse, de ce fleuve à tête d'argent, né dans les sombres entrailles d'un rocher. » On croit aussi que, comme le Baetis a une double embouchure et qu'il laisse un grand espace de terrain entre ses deux branches, les anciens avaient bâti là dans l'intervalle une ville nommée Tartessos ainsi que le fleuve lui-même, et qui avait donné à toute la contrée occupée aujourd'hui par les Turdules le nom de Tartesside. Eratosthène, il est vrai, affirme qu'on appelait Tartesside uniquement le canton adjacent au mont Calpé (le rocher de Gibraltar) et que le nom d'Erythea désignait l'une des îles Fortunées. »
— Strabon
Hérodote, au cinquième siècle avant notre ère, mentionne une ville assez puissante pour aider au financement des murailles de Phocée :
« Les Phocéens sont les premiers chez les Grecs qui aient entrepris de longs voyages sur mer, et qui aient fait connaître la mer Adriatique, la Tyrrhénie, l'Ibérie et Tartessos. Ils ne se servaient point de vaisseaux ronds, mais de vaisseaux à cinquante avirons. Étant arrivés à Tartessos, ils se rendirent agréables à Arganthonios, roi des Tartessiens, dont le règne fut de quatre-vingts ans, et qui en vécut en tout cent vingt. Les Phocéens surent tellement se faire aimer de ce prince, qu'il voulut d'abord les porter à quitter l'Ionie pour venir s'établir dans l'endroit de son pays qui leur plairait le plus ; mais, n'ayant pu les y engager, et ayant dans la suite appris d'eux que les forces de Crésus allaient toujours en augmentant, il leur donna une somme d'argent pour entourer leur ville de murailles. Cette somme devait être considérable, puisque l'enceinte de leurs murs est d'une vaste étendue, toute de grandes pierres jointes avec art. C'est ainsi que le mur des Phocéens fut bâti. »
— Hérodote
Il situe Tartessos au niveau des Colonnes d'Hercule (le moderne détroit de Gibraltar) et fait de la ville un comptoir commercial avec lequel les Grecs font des affaires très profitables : 
« Ils (des marins Grecs de Samos) passèrent les colonnes d'Hercule, et arrivèrent à Tartessos, sous la conduite de quelque dieu. Comme ce port n'avait point été jusqu'alors fréquenté, ils firent, à leur retour, le plus grand profit sur leurs marchandises qu'aucun Grec que nous connaissions ait jamais fait. »
— Hérodote

### Sources romaines
Selon Pline l'Ancien, « Carteia [est] appelée par les Grecs Tartessos ». La Carteia romaine est une ville maritime dont les ruines se situent dans la baie de Gibraltar, sur le territoire de San Roque. Cette localisation est reprise par les géographes de l'Époque moderne. Elle ne correspond pas à celle que donnent les sources grecques.

## Découvertes archéologiques

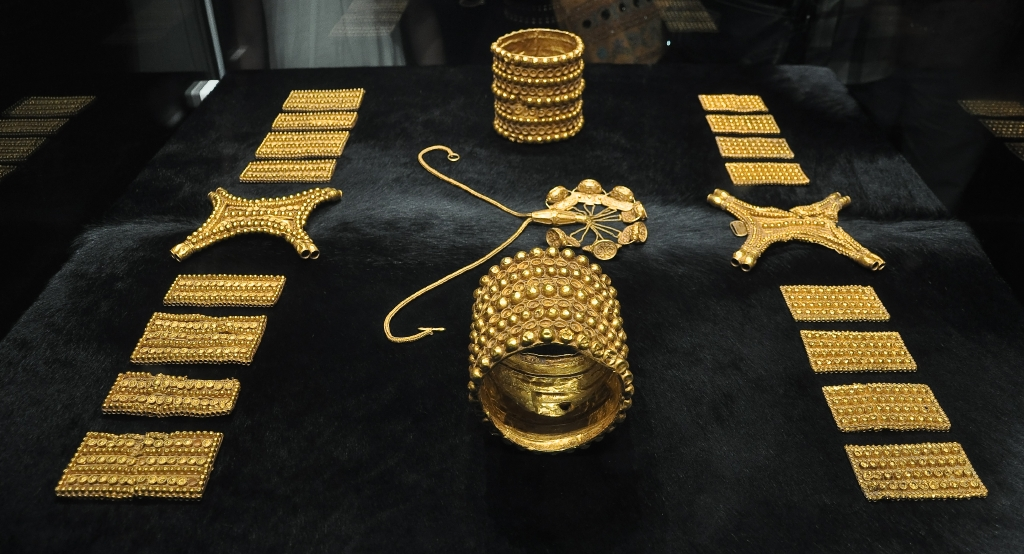
Trésor d'El Carambolo, exposé au musée archéologique de Séville.

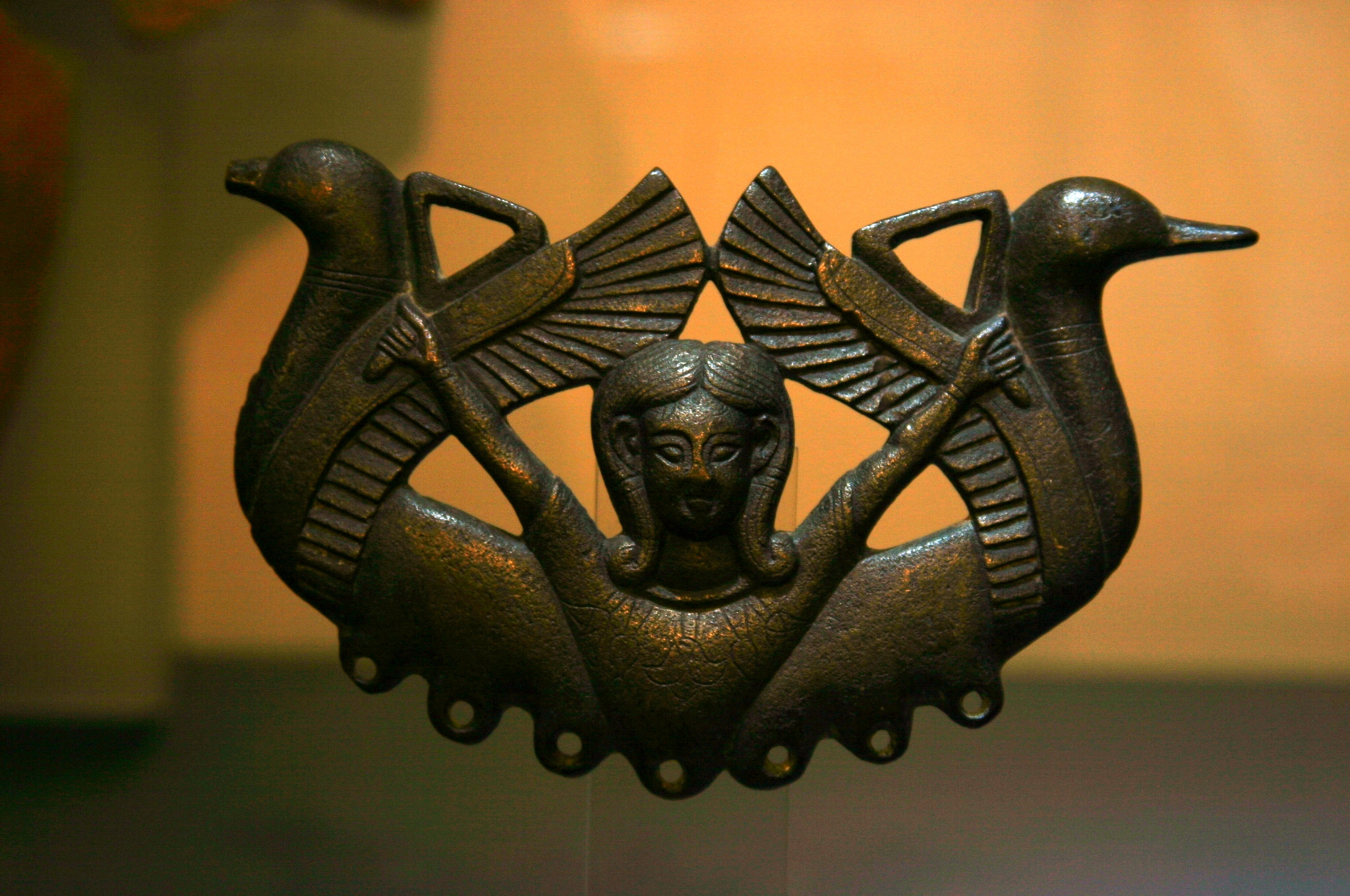
Carriazo en bronze (625-525). Trouvé près de Seville.

Les sites archéologiques tartessiens et les colonies grecques et phéniciennes.